# Tomasz Jakubiak (kucharz)
Tomasz Jakubiak (ur. 21 czerwca 1983 w Chorzowie, zm. 30 kwietnia 2025 w Atenach) – polski kucharz, autor książek kucharskich i osobowość telewizyjna.

## Życiorys
Był szefem kuchni w restauracjach „Winnica” w Zielonej Górze i „Cafe Szparka” w Warszawie, a w 2013 otworzył bar szybkiej obsługi z kuchnią meksykańską „S’poco Loco” w Warszawie. 
W 2007 zaczął pojawiać się w charakterze kucharza w porannym programie Dzień dobry TVN. Rozpoznawalność wśród telewidzów zdobył dzięki prowadzeniu programów kulinarnych emitowanych na kanale Canal+ Kuchnia: Jakubiak w sezonie, Jakubiak lokalnie, Jakubiak rodzinnie, Jakubiak z miłości do lokalności i Jakubiak rozgryza Polskę. Prowadził także program Sztuka mięsa w Food Network i występował w roli eksperta kulinarnego w programie porannym Pytanie na śniadanie w TVP2. Był felietonistą magazynu „Moje Gotowanie”, współpracował z portalem internetowym newsgastro.pl i magazynem „Food Service”. Od 2022 roku był ambasadorem Banku Polskiej Spółdzielczości oraz jurorem polskiej edycji programu MasterChef Junior. W 2023 dołączył do jury programu MasterChef w TVN, wcześniej pojawiał się w show w roli gościa specjalnego. W 2024 był jednym z jurorów kolejnej wariacji programu – MasterChef Nastolatki.
W 2024 ogłosił, że choruje na rzadkiego i złośliwego raka jelita i dwunastnicy, który dał przerzuty do kości, w tym do miednicy i kręgosłupa. 
Zmarł 30 kwietnia 2025. 13 maja 2025 został pochowany na cmentarzu komunalnym Północnym w Warszawie.

## Życie prywatne
W sierpniu 2023 poślubił Anastazję Mierosławską, z którą miał syna Tomasza (ur. 2020). 

## Książki
- Jakubiak lokalnie (Wydawnictwo Egmont, 2015), ISBN 978-83-281-0538-6.
- Z miłości do lokalności (Wydawnictwo Edipresse, 2017), ISBN 978-83-7945-787-8.